# Black Rock (Nouveau-Mexique)
Pour les articles homonymes, voir Black Rock.
Black Rock est une ville du Comté de McKinley dans l'état du Nouveau-Mexique aux États-Unis.
La population était de 1 252 habitants en 2000 et de 1 323 habitants en 2010.